# Pic Victoria (Hong Kong)
Pour les articles homonymes, voir Pic Victoria.
Le pic Victoria, Victoria Peak en anglais (chinois traditionnel : 太平山), est une montagne à Hong Kong, aussi appelée localement the Peak (chinois traditionnel : 山頂) et Mount Austin (chinois traditionnel : 柯士甸山). La montagne se situe dans la moitié ouest de l'île de Hong Kong. Avec une altitude de 552 m, c'est le point culminant de l'île, mais non du territoire de Hong Kong, qui est le Tai Mo Shan. Le quartier est aussi connu comme ayant une valeur immobilière au mètre carré parmi les plus élevées au monde. Le sommet du pic est aménagé avec un observatoire, accessible par un funiculaire, qui constitue l'une des principales attractions touristiques de Hong Kong.
Victoria Peak désigne également un quartier résidentiel juché sur les pentes de l'île, constitué en majorité d'immeubles élevés.

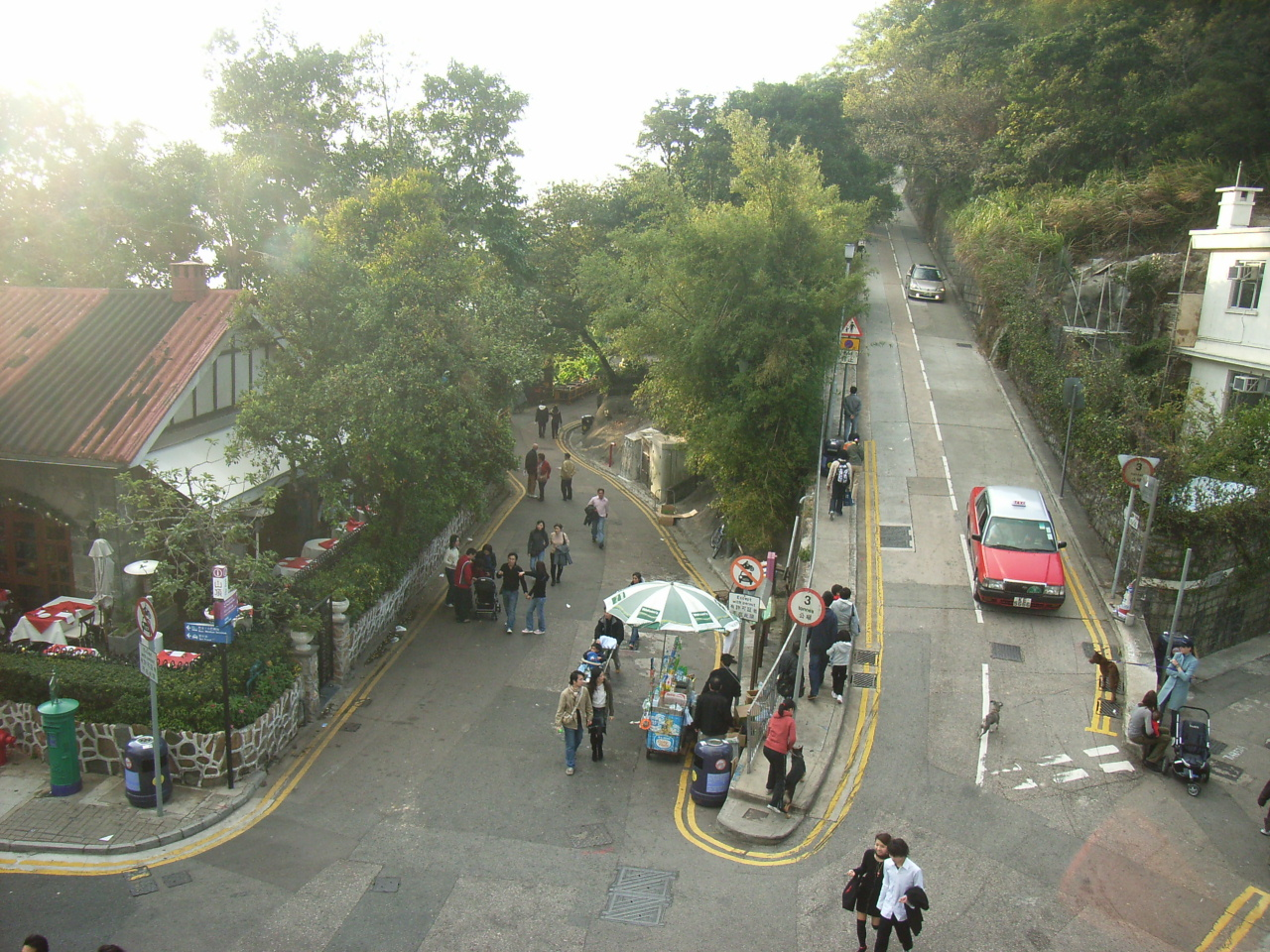
Jonction des rues Austin et Harleck.